# Hérange
Hérange est une commune française située dans le département de la Moselle en région Grand Est.
Cette commune se trouve dans la région historique de Lorraine et fait partie du pays de Sarrebourg.

## Géographie
Le territoire de la commune est limitrophe de ceux de cinq communes :
| Lixheim    | Fleisheim | Wintersbourg |
|            | Hérange   |              |
| Brouviller |           | Bourscheid   |

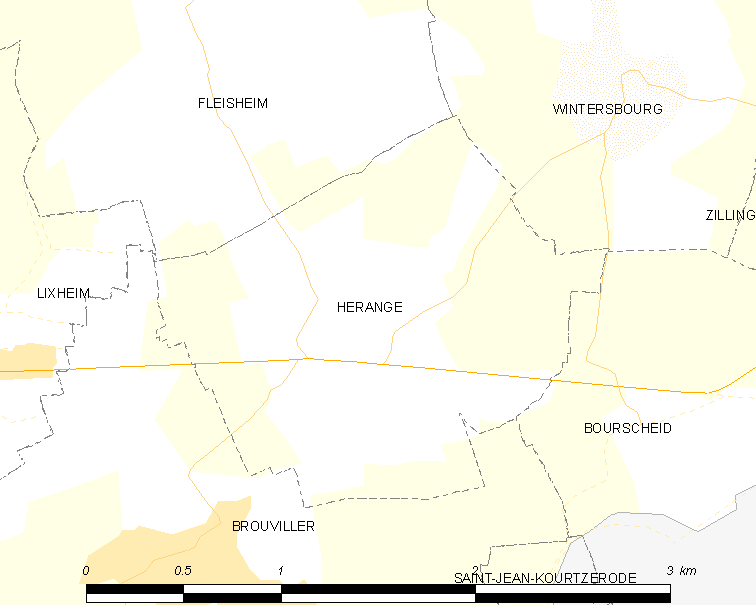
Carte de la commune
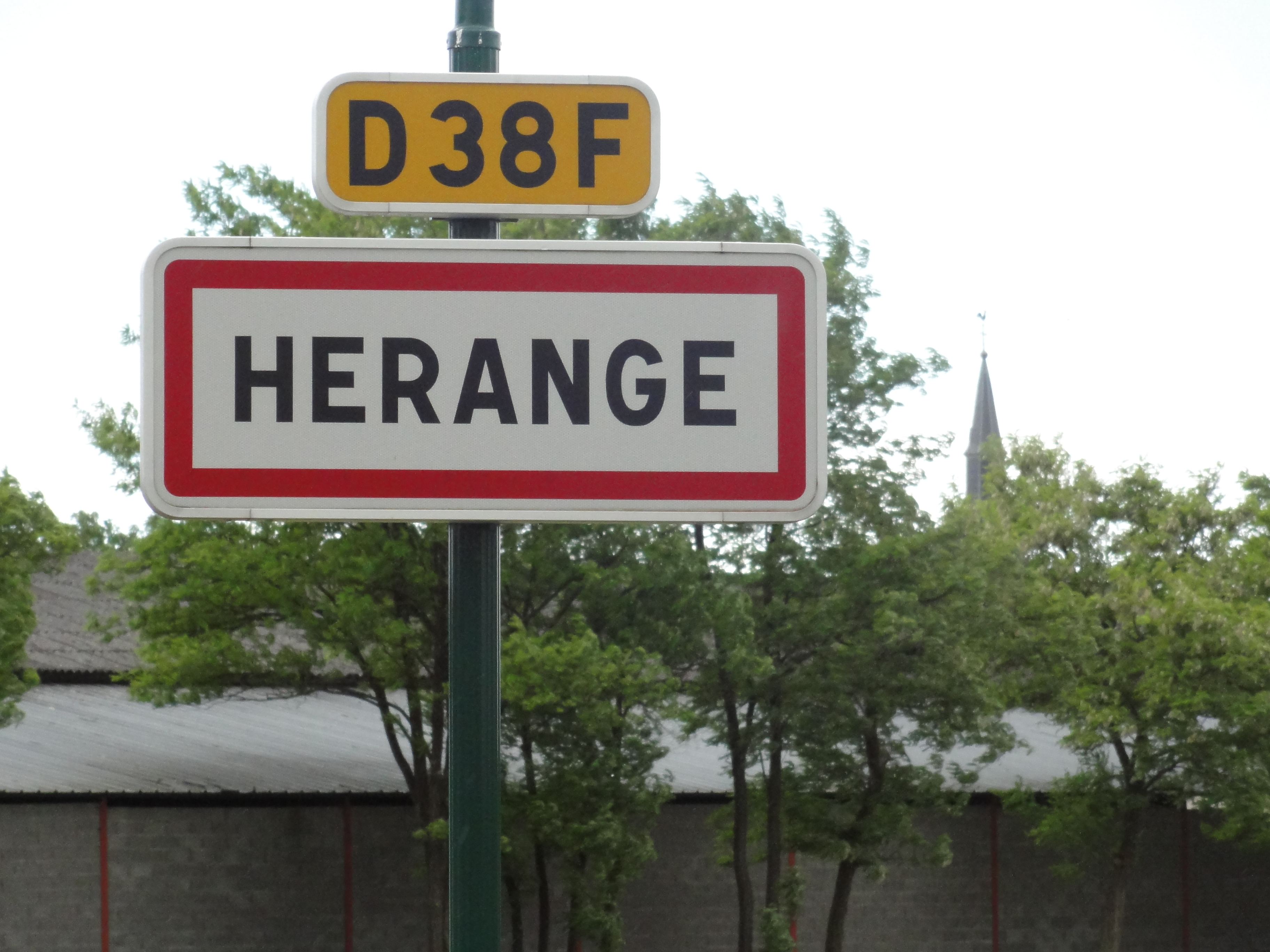
Entrée de l'agglomération
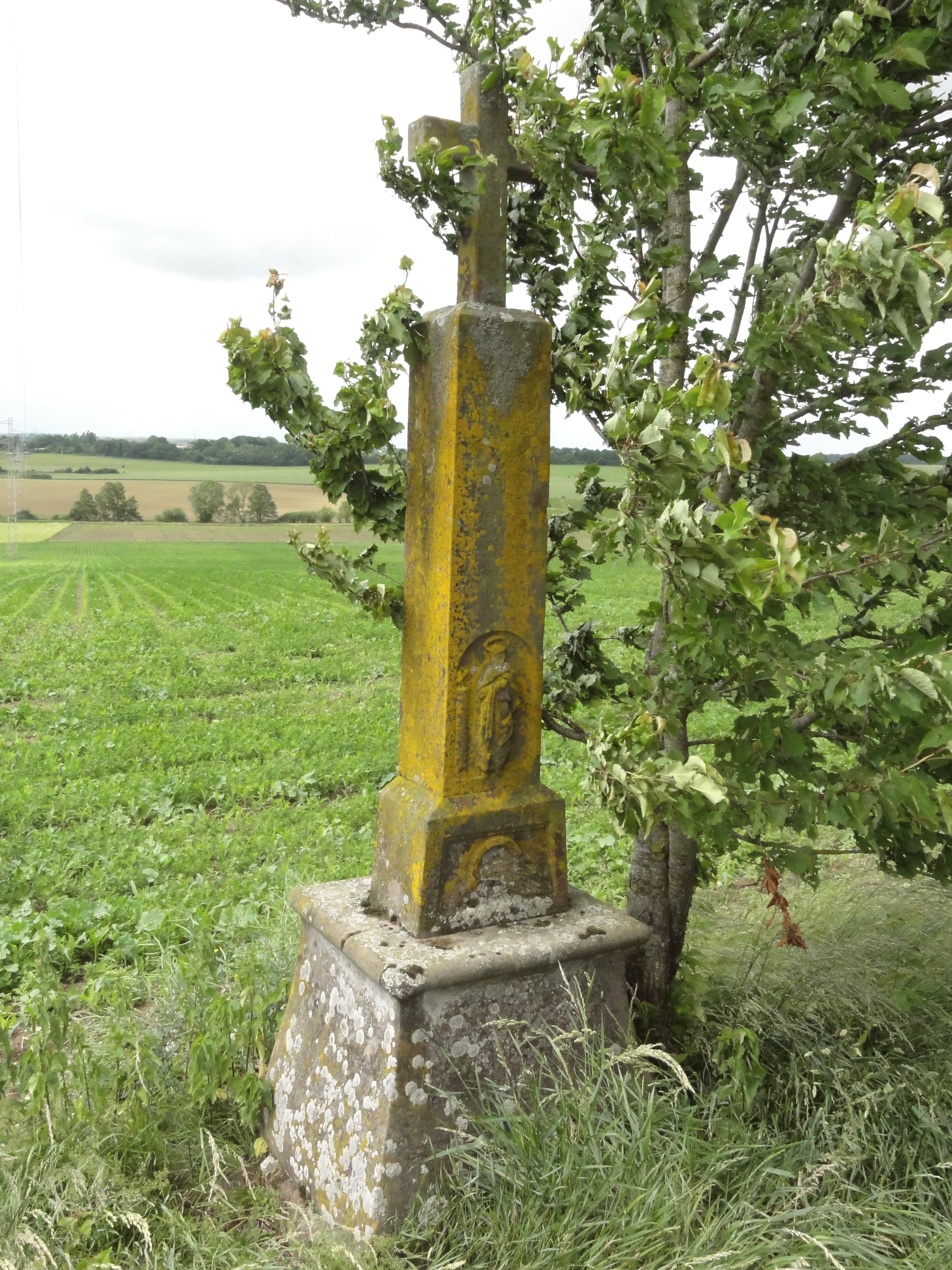
Paysage avec croix

### Hydrographie
La commune est située dans le bassin versant du Rhin au sein du bassin Rhin-Meuse. Elle est drainée par le ruisseau le Bruchbach, le ruisseau de l'Ellermatte et le ruisseau Prickmattengraben.
Le Bruchbach, d'une longueur totale de 19,3 km, prend sa source dans la commune de Bourscheid et se jette  dans l'Isch à Baerendorf en limite avec Kirrberg, après avoir traversé dix communes.

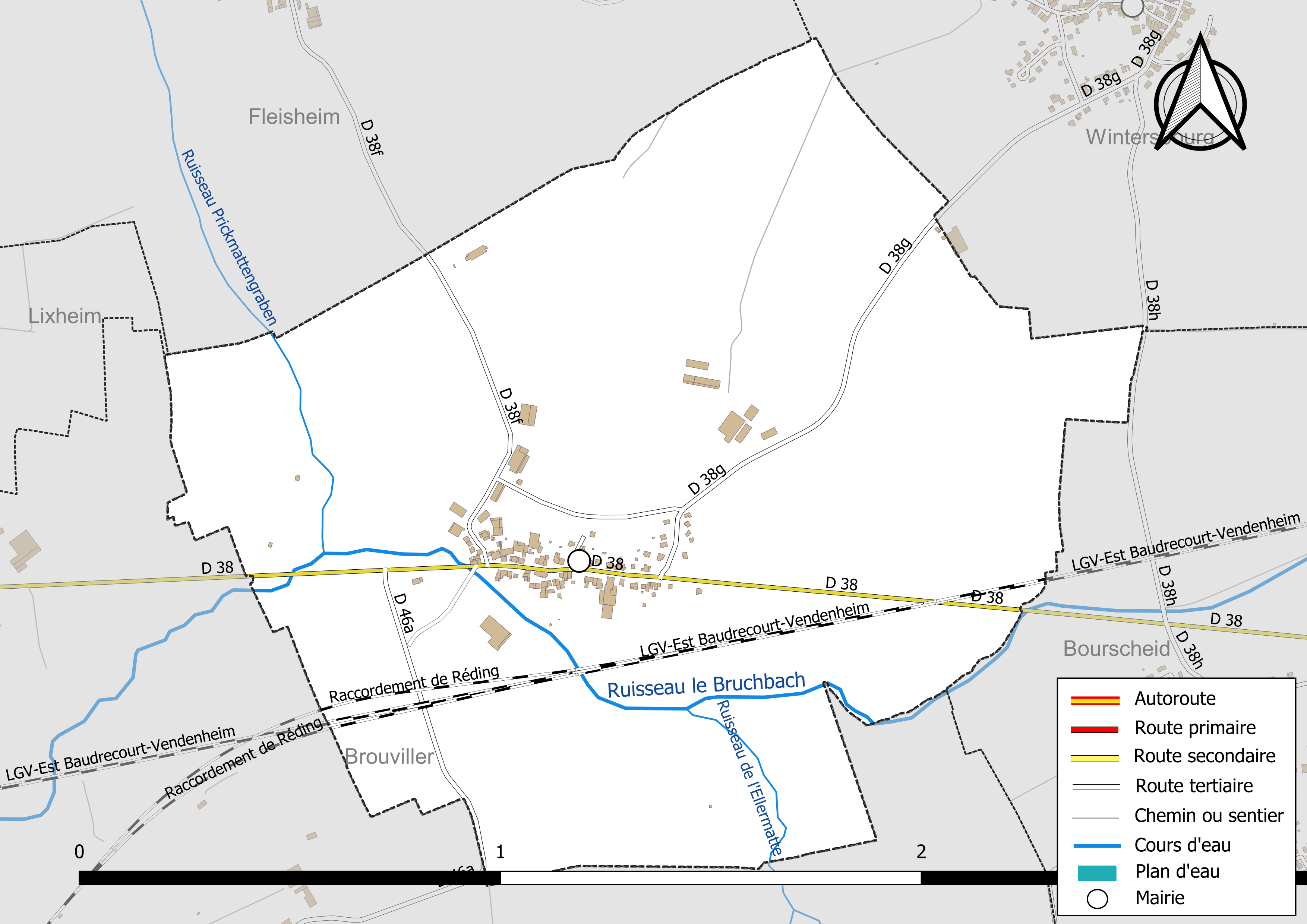
Réseaux hydrographique et routier d'Hérange.

La qualité des eaux des principaux cours d’eau de la commune, notamment du ruisseau le Bruchbach, peut être consultée sur un site spécial géré par les agences de l’eau et l’Agence française pour la biodiversité.

### Climat
Pour des articles plus généraux, voir Climat du Grand Est et Climat de la Moselle.
En 2010, le climat de la commune est de type climat des marges montargnardes, selon une étude du Centre national de la recherche scientifique s'appuyant sur une série de données couvrant la période 1971-2000. En 2020, Météo-France publie une typologie des climats de la France métropolitaine dans laquelle la commune est exposée à un climat semi-continental et est dans la région climatique  Vosges, caractérisée par une pluviométrie très élevée (1 500 à 2 000 mm/an) en toutes saisons et un hiver rude (moins de 1 °C). 
Pour la période 1971-2000, la température annuelle moyenne est de 9,8 °C, avec une amplitude thermique annuelle de 17,2 °C. Le cumul annuel moyen de précipitations est de 913 mm, avec 11,8 jours de précipitations en janvier et 10,2 jours en juillet. Pour la période 1991-2020, la température moyenne annuelle observée sur la station météorologique de Météo-France la plus proche, « Phalsbourg_sapc », sur la commune de Danne-et-Quatre-Vents à 9 km à vol d'oiseau, est de 10,4 °C et le cumul annuel moyen de précipitations est de 864,9 mm. 
La température maximale relevée sur cette station est de 38,1 °C, atteinte le 12 août 2003 ; la température minimale est de −22 °C, atteinte le 10 février 1956,,. 
Les paramètres climatiques de la commune ont été estimés pour le milieu du siècle (2041-2070) selon différents scénarios d'émission de gaz à effet de serre à partir des nouvelles projections climatiques de référence DRIAS-2020. Ils sont consultables sur un site spécial publié par Météo-France en novembre 2022.

## Urbanisme

### Typologie
Au 1er janvier 2024, Hérange est catégorisée commune rurale à habitat dispersé, selon la nouvelle grille communale de densité à sept niveaux définie par l'Insee en 2022.
Elle est située hors unité urbaine. Par ailleurs la commune fait partie de l'aire d'attraction de Sarrebourg, dont elle est une commune de la couronne,. Cette aire, qui regroupe 87 communes, est catégorisée dans les aires de 50 000 à moins de 200 000 habitants,.

### Occupation des sols
L'occupation des sols de la commune, telle qu'elle ressort de la base de données européenne d’occupation biophysique des sols Corine Land Cover (CLC), est marquée par l'importance des territoires agricoles (85,8 % en 2018), en diminution par rapport à 1990 (100 %). La répartition détaillée en 2018 est la suivante : 
terres arables (46,2 %), prairies (39,6 %), zones urbanisées (14,2 %). L'évolution de l’occupation des sols de la commune et de ses infrastructures peut être observée sur les différentes représentations cartographiques du territoire : la carte de Cassini (XVIIIe siècle), la carte d'état-major (1820-1866) et les cartes ou photos aériennes de l'IGN pour la période actuelle (1950 à aujourd'hui).

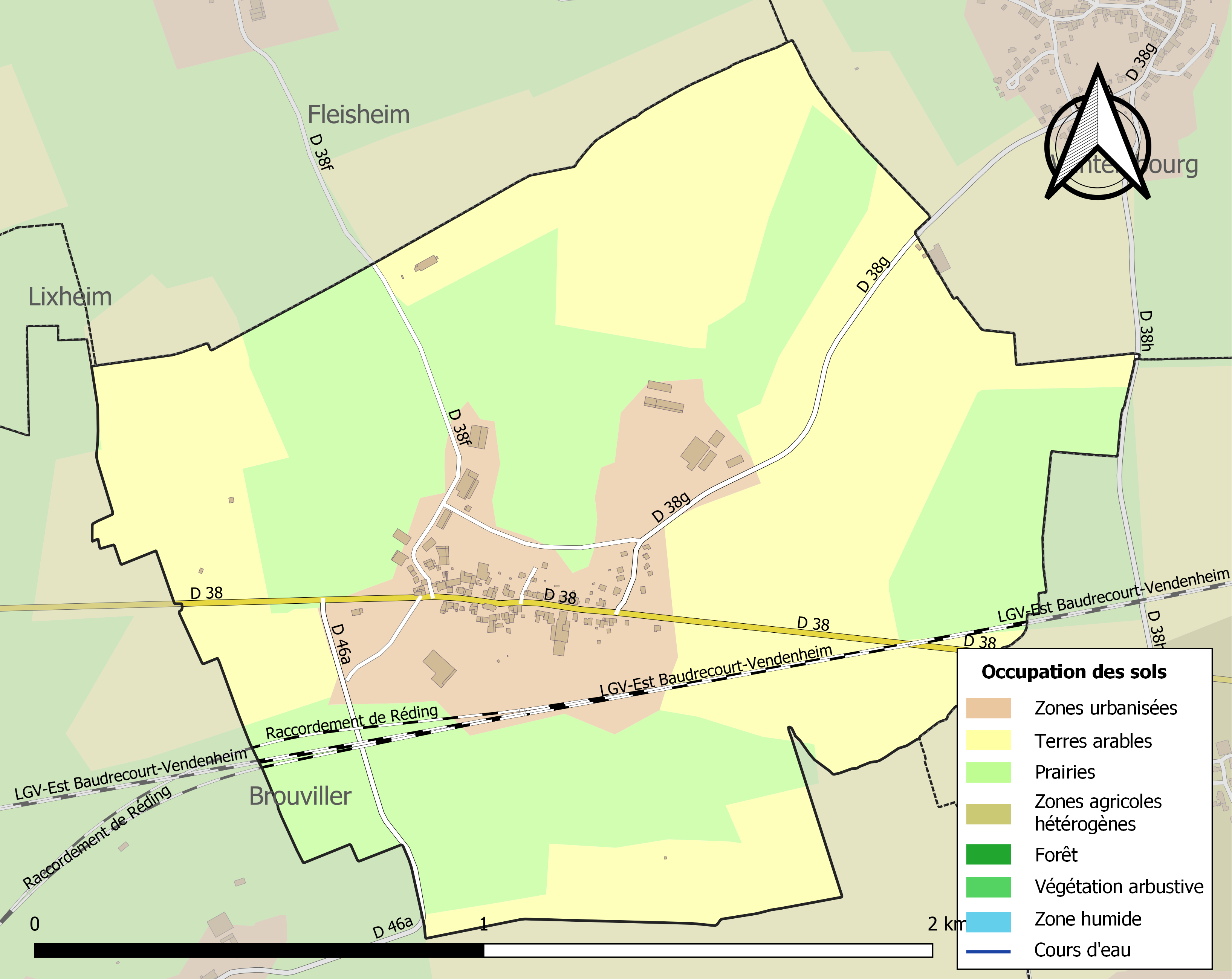
Carte des infrastructures et de l'occupation des sols de la commune en 2018 (CLC).

## Toponymie
- D'un nom de personne Germanique Heilger[14] ou Helger suivi du suffixe -ing francisé en -ange.
- Helgeringon (1178), Heringen (1705), Herange ou Héring (1710)[15], Herange (1793), Heringen (1871-1918).
- En francique lorrain : Häring.

## Histoire
- Dépendait de la seigneurie épiscopale de Lutzelbourg.
- Devint seigneurie indépendante au XIIIe siècle ; possédée par Fénétrange au XIVe siècle, vendue à la Lorraine ; une partie fut cédée à la France en 1661.

## Politique et administration
| Période                                  | Période   | Identité       | Étiquette | Qualité |
| ---------------------------------------- | --------- | -------------- | --------- | ------- |
| Les données manquantes sont à compléter. |           |                |           |         |
| mars 1977                                | mars 2001 | Marcel Malling |           |         |
| mars 2001                                | En cours  | Denis Kuchly   |           |         |

## Démographie
L'évolution du nombre d'habitants est connue à travers les recensements de la population effectués dans la commune depuis 1793. Pour les communes de moins de 10 000 habitants, une enquête de recensement portant sur toute la population est réalisée tous les cinq ans, les populations de référence des années intermédiaires étant quant à elles estimées par interpolation ou extrapolation. Pour la commune, le premier recensement exhaustif entrant dans le cadre du nouveau dispositif a été réalisé en 2006.

En 2022, la commune comptait 104 habitants, en évolution de −1,89 % par rapport à 2016 (Moselle : +0,52 %, France hors Mayotte : +2,11 %).
| 1793 | 1800 | 1806 | 1821 | 1831 | 1836 | 1841 | 1846 | 1851 |
| ---- | ---- | ---- | ---- | ---- | ---- | ---- | ---- | ---- |
| 158  | 164  | 192  | 190  | 199  | 192  | 223  | 228  | 218  |

| 1856 | 1861 | 1871 | 1875 | 1880 | 1885 | 1890 | 1895 | 1900 |
| ---- | ---- | ---- | ---- | ---- | ---- | ---- | ---- | ---- |
| 179  | 174  | 152  | 163  | 200  | 195  | 193  | 171  | 161  |

| 1905 | 1910 | 1921 | 1926 | 1931 | 1936 | 1946 | 1954 | 1962 |
| ---- | ---- | ---- | ---- | ---- | ---- | ---- | ---- | ---- |
| 137  | 123  | 117  | 113  | 119  | 130  | 134  | 118  | 110  |

| 1968 | 1975 | 1982 | 1990 | 1999 | 2006 | 2011 | 2016 | 2021 |
| ---- | ---- | ---- | ---- | ---- | ---- | ---- | ---- | ---- |
| 112  | 105  | 106  | 118  | 117  | 113  | 109  | 106  | 105  |

| 2022 | - | - | - | - | - | - | - | - |
| ---- | - | - | - | - | - | - | - | - |
| 104  | - | - | - | - | - | - | - | - |

## Culture locale et patrimoine

### Lieux et monuments
- Vestiges gallo-romains : fragments de stèle.
- Château disparu au cours de la guerre de Trente Ans.
- Église Saint-Denis, bâtie en 1785 : l'ancien chœur de 1565 subsiste sous le clocher, voûte d'arêtes.

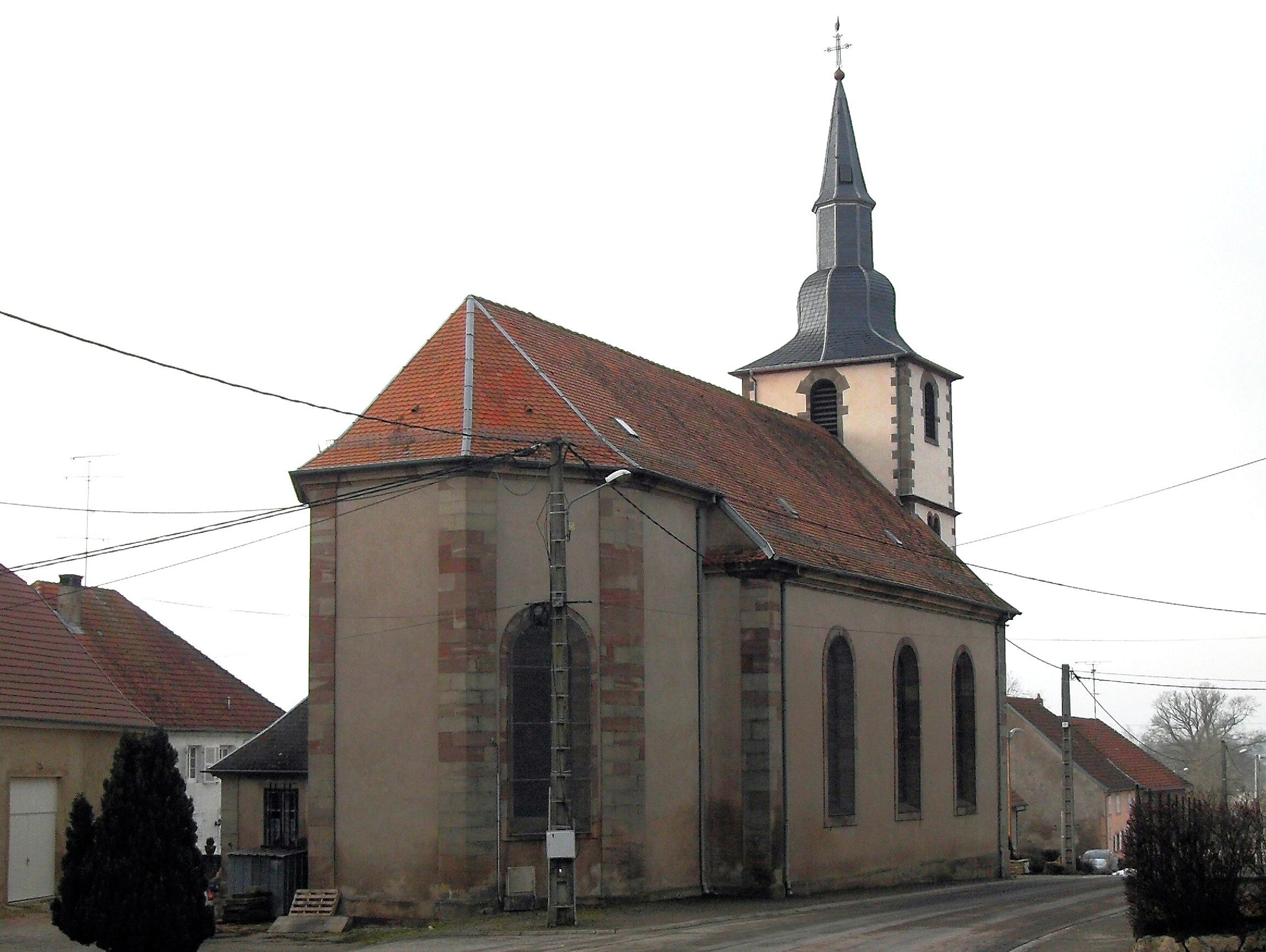
L'église Saint-Denis.
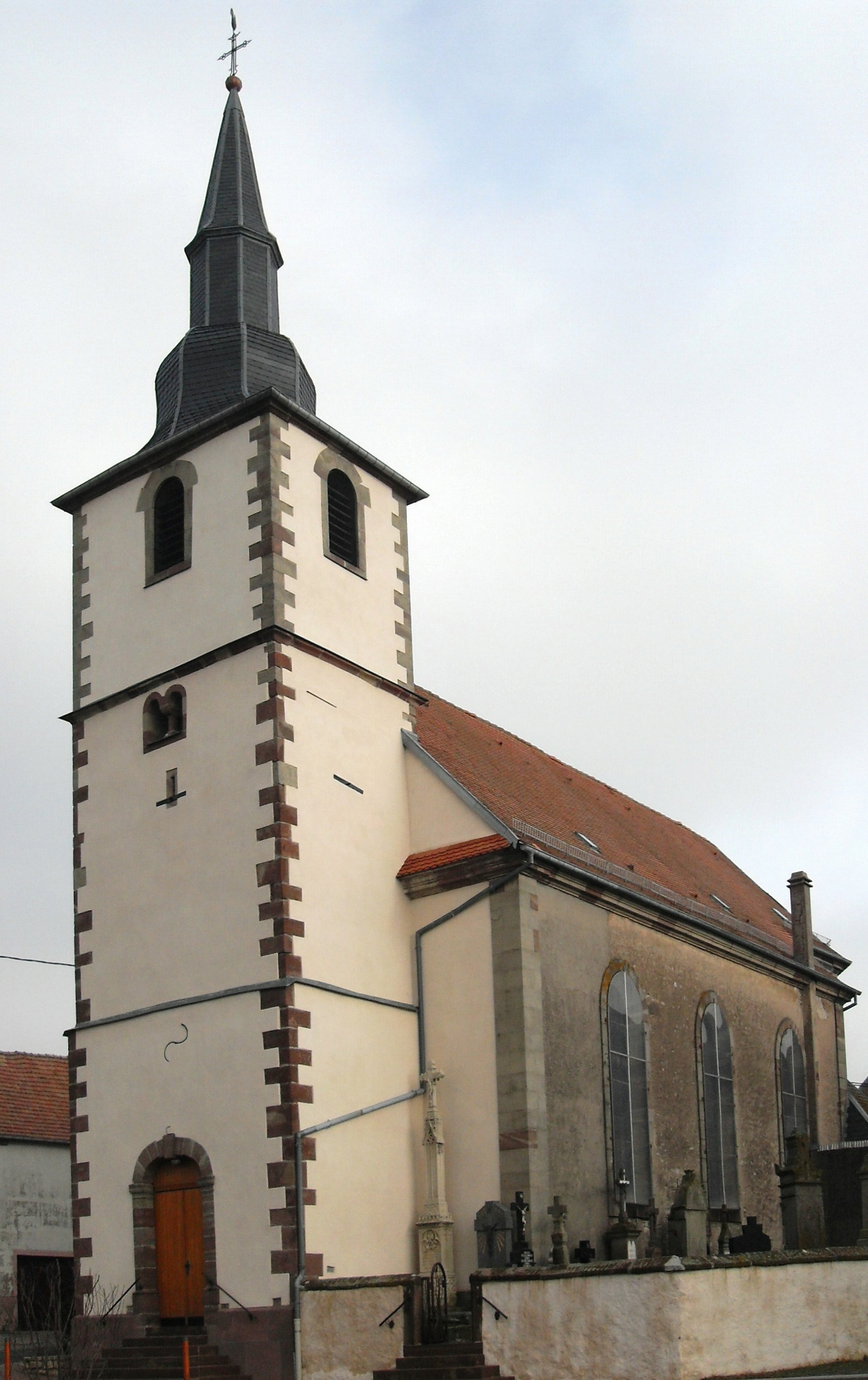
L'église Saint-Denis.

### Héraldique
| Blason de Hérange | Blason  | D'azur au lion couronné d'or.                    |
| Blason de Hérange | Détails | Le statut officiel du blason reste à déterminer. |

## Pour approfondir